# Veikkausliiga 1991
Die Veikkausliiga 1991 war die zweite Spielzeit der höchsten finnischen Spielklasse im Fußball der Männer unter diesem Namen sowie die 61. Saison seit deren Einführung im Jahre 1930. Sie begann am 21. April und endete am 20. Oktober.
Meister wurde Kuusysi Lahti. Der Vizemeister des Vorjahres hatte am Ende der Saison ein Punkt Vorsprung auf Mikkelin Palloilijat.

## Modus
Die zwölf Mannschaften spielten an 33 Spieltagen insgesamt dreimal gegeneinander. Jedes Team spielte dabei mindestens einmal zuhause und einmal auswärts. Der Tabellenletzte stieg direkt ab, der Vorletzte musste in die Relegation.
Die Saison 1991 war die erste Saison, in der mit der 3-Punkte-Regel gespielt wurde.

## Teilnehmende Mannschaften
| Verein                      | Stadt       | Stadion                 | Kapazität |
| --------------------------- | ----------- | ----------------------- | --------- |
| FF Jaro                     | Jakobstad   | Jakobstads centralplan  | 04.600    |
| Haka Valkeakoski            | Valkeakoski | Tehtaan kenttä          | 06.400    |
| HJK Helsinki                | Helsinki    | Sonera Stadium          | 10.766    |
| Kuopion PS                  | Kuopio      | Väinölänniemen-Stadion  | 02.543    |
| Kuusysi Lahti Lahden Reipas | Lahti       | Lahden kisapuisto       | 04.000    |
| Mikkelin Palloilijat        | Mikkeli     | Mikkelin urheilupuisto  | 07.000    |
| Oulun Työväen Palloilijat   | Oulu        | Heinäpään tekonurmi     | 01.000    |
| Porin Pallo-Toverit         | Pori        | Stadion Pori            | 12.300    |
| Rovaniemi PS                | Rovaniemi   | Rovaniemen keskuskenttä | 02.800    |
| Ilves Tampere               | Tampere     | Tammela Stadion         | 05.040    |
| Turku PS                    | Turku       | Veritas-Stadion         | 09.000    |

## Abschlusstabelle
| Pl. | Verein                    | Sp. | S  | U  | N  | Tore    | Diff. | Punkte |
| --- | ------------------------- | --- | -- | -- | -- | ------- | ----- | ------ |
| 1.  | Kuusysi Lahti             | 33  | 16 | 11 | 6  | 057:350 | +22   | 59     |
| 2.  | Mikkelin Palloilijat      | 33  | 17 | 7  | 9  | 060:360 | +24   | 58     |
| 3.  | Haka Valkeakoski          | 33  | 16 | 6  | 11 | 059:370 | +22   | 54     |
| 4.  | FF Jaro (N)               | 33  | 14 | 11 | 8  | 046:330 | +13   | 53     |
| 5.  | HJK Helsinki (M)          | 33  | 14 | 9  | 10 | 061:440 | +17   | 51     |
| 6.  | Ilves Tampere (P)         | 33  | 13 | 12 | 8  | 051:390 | +12   | 51     |
| 7.  | Rovaniemi PS              | 33  | 14 | 8  | 11 | 063:510 | +12   | 50     |
| 8.  | Porin Pallo-Toverit (N)   | 33  | 11 | 10 | 12 | 052:440 | +8    | 43     |
| 9.  | Turku PS                  | 33  | 11 | 10 | 12 | 047:560 | −9    | 43     |
| 10. | Kuopion PS                | 33  | 8  | 13 | 12 | 054:540 | ±0    | 37     |
| 11. | Oulun Työväen Palloilijat | 33  | 7  | 11 | 15 | 033:530 | −20   | 32     |
| 12. | Lahden Reipas             | 33  | 2  | 2  | 29 | 017:118 | −101  | 08     |

Platzierungskriterien: 1. Punkte – 2. Tordifferenz – 3. geschossene Tore

| (M) | amtierender Meister     |
| (P) | amtierender Pokalsieger |
| (N) | Neuaufsteiger           |

## Kreuztabelle
| Spieltage 1–22            | Kuusysi Lahti | Mikkelin Palloilijat | Haka Valkeakoski | FF Jaro | HJK Helsinki | Ilves Tampere | Rovaniemi PS | FC Jazz Pori | Turku PS | Kuopion PS | Oulun Työväen Palloilijat | Lahden Reipas |
| ------------------------- | ------------- | -------------------- | ---------------- | ------- | ------------ | ------------- | ------------ | ------------ | -------- | ---------- | ------------------------- | ------------- |
| Kuusysi Lahti             |               | 1:1                  | 0:0              | 2:1     | 2:0          | 1:1           | 2:0          | 1:0          | 1:1      | 2:2        | 2:0                       | 0:2           |
| Mikkelin Palloilijat      | 2:4           |                      | 1:3              | 1:0     | 3:1          | 0:1           | 2:1          | 0:1          | 6:0      | 0:0        | 1:1                       | 3:0           |
| Haka Valkeakoski          | 1:2           | 0:0                  |                  | 3:1     | 0:2          | 3:1           | 3:1          | 0:1          | 4:0      | 0:0        | 0:2                       | 4:0           |
| FF Jaro                   | 2:0           | 3:1                  | 3:1              |         | 1:0          | 1:0           | 2:1          | 2:2          | 0:0      | 0:3        | 0:0                       | 5:0           |
| HJK Helsinki              | 0:4           | 0:3                  | 2:0              | 2:2     |              | 2:2           | 3:0          | 3:2          | 1:1      | 1:1        | 3:0                       | 8:2           |
| Ilves Tampere             | 1:1           | 2:1                  | 1:3              | 3:1     | 0:0          |               | 1:2          | 2:3          | 1:0      | 3:0        | 1:1                       | 5:0           |
| Rovaniemi PS              | 1:4           | 5:1                  | 1:0              | 3:0     | 2:1          | 0:0           |              | 2:2          | 4:3      | 3:2        | 1:0                       | 2:0           |
| Porin Pallo-Toverit       | 1:1           | 2:3                  | 1:2              | 2:0     | 1:1          | 2:2           | 3:0          |              | 0:0      | 2:0        | 2:2                       | 5:0           |
| Turku PS                  | 2:2           | 3:0                  | 0:2              | 1:4     | 0:2          | 2:2           | 0:0          | 0:3          |          | 0:0        | 3:2                       | 4:0           |
| Kuopion PS                | 0:2           | 1:1                  | 5:2              | 0:2     | 2:2          | 2:2           | 4:0          | 2:1          | 5:2      |            | 3:0                       | 2:2           |
| Oulun Työväen Palloilijat | 2:7           | 0:0                  | 0:0              | 0:0     | 1:3          | 0:2           | 0:0          | 1:0          | 0:1      | 2:0        |                           | 3:1           |
| Lahden Reipas             | 0:1           | 0:3                  | 0:5              | 0:0     | 1:6          | 0:1           | 0:3          | 2:0          | 1:2      | 1:2        | 0:1                       |               |

| Spieltage 23–33           | Kuusysi Lahti | Mikkelin Palloilijat | Haka Valkeakoski | FF Jaro | HJK Helsinki | Ilves Tampere | Rovaniemi PS | FC Jazz Pori | Turku PS | Kuopion PS | Oulun Työväen Palloilijat | Lahden Reipas |
| ------------------------- | ------------- | -------------------- | ---------------- | ------- | ------------ | ------------- | ------------ | ------------ | -------- | ---------- | ------------------------- | ------------- |
| Kuusysi Lahti             |               | 2:3                  | –                | –       | 2:0          | 1:1           | 1:3          | –            | 0:1      | –          | –                         | 1:0           |
| Mikkelin Palloilijat      | –             |                      | –                | –       | –            | –             | 5:2          | 1:0          | –        | 3:0        | 3:0                       | 4:0           |
| Haka Valkeakoski          | 1:1           | 1:1                  |                  | –       | –            | 1:2           | 4:1          | 2:1          | 5:0      | –          | –                         | –             |
| FF Jaro                   | 1:1           | 1:0                  | 2:0              |         | –            | –             | –            | 1:1          | 1:1      | –          | 1:0                       | –             |
| HJK Helsinki              | –             | 0:4                  | 3:0              | 3:1     |              | –             | –            | 3:0          | –        | –          | 0:0                       | 4:1           |
| Ilves Tampere             | –             | 0:1                  | –                | 1:1     | 1:0          |               | –            | –            | –        | 1:1        | 4:2                       | 5:0           |
| Rovaniemi PS              | –             | –                    | –                | 0:1     | 2:2          | 4:0           |              | –            | –        | 3:0        | 2:2                       | 11:0          |
| Porin Pallo-Toverit       | 2:1           | –                    | –                | –       | –            | 0:1           | 1:1          |              | 2:0      | 4:4        | –                         | –             |
| Turku PS                  | –             | 1:2                  | –                | –       | 2:1          | 3:1           | 2:2          | –            |          | –          | –                         | 3:0           |
| Kuopion PS                | 1:2           | –                    | 0:1              | 1:1     | 1:2          | –             | –            | –            | 1:4      |            | –                         | –             |
| Oulun Työväen Palloilijat | 2:3           | –                    | 2:3              | –       | –            | –             | –            | 2:1          | 1:5      | 1:1        |                           | –             |
| Lahden Reipas             | –             | –                    | 0:5              | 0:5     | –            | –             | –            | 2:4          | –        | 2:8        | 0:3                       |               |

## Relegation
|                           | Gesamt |                 | Hinspiel | Rückspiel |
| ------------------------- | ------ | --------------- | -------- | --------- |
| Oulun Työväen Palloilijat | 6:3    | FinnPa Helsinki | 3:2      | 3:1       |

## Torschützenliste
| Pl. | Nat.     | Spieler          | Verein               | Tore |
| --- | -------- | ---------------- | -------------------- | ---- |
| 1   | Finnland | Kimmo Tarkkio    | Haka Valkeakoski     | 23   |
| 2   | England  | Michael Belfield | Kuusysi Lahti        | 21   |
| 3   | Finnland | Ismo Lius        | HJK Helsinki         | 20   |
| 4   | Finnland | Jari Vanhala     | FF Jaro              | 19   |
| 5   | Finnland | Jari Litmanen    | HJK Helsinki         | 16   |
|     | Finnland | Ari Hjelm        | Ilves Tampere        | 16   |
|     | Finnland | Juha Karvinen    | Mikkelin Palloilijat | 16   |

## Abschneiden im Europapokal 1991/92
Während der Veikkausliiga-Saison 1991 waren vier finnische Mannschaften bei internationalen Wettbewerben im Einsatz:
- Meister HJK Helsinki (Europapokal der Landesmeister 1991/92)
  - 1. Runde: 0:1 und 0:3 gegen  Dynamo Kiew
- Vizemeister Kuusysi Lahti (UEFA-Pokal 1991/92)
  - 1. Runde: 1:6 und 1:0 gegen  FC Liverpool
- Dritter Mikkelin Palloilijat (UEFA-Pokal 1991/92)
  - 1. Runde: 0:2 und 1:3 gegen  Spartak Moskau
- Pokalsieger Ilves Tampere (Europapokal der Pokalsieger 1991/92)
  - 1. Runde: 2:3 und 2:1 gegen  Glenavon FC
  - 2. Runde: 1:1 und 2:5 gegen  AS Rom

## Abschneiden im Europapokal 1992/93
Drei Vereine qualifizierten sich nach der Veikkausliiga-Saison 1991 für internationale Wettbewerbe:
- Meister & Pokalsieger Kuusysi Lahti (UEFA Champions League 1992/93)
  - 1. Runde: 1:0 und 0:2 n. V. gegen  Dinamo Bukarest
- Vizemeister Mikkelin Palloilijat (UEFA-Pokal 1992/93)
  - 1. Runde: 0:5 und 1:5 gegen  FC Kopenhagen
- 2. Pokalsieger Turun PS (Europapokal der Pokalsieger 1992/93)
  - 1. Runde: 0:2 und 2:2 gegen  Trabzonspor